# Orani Tempesta
Orani João Tempesta O.Cist. (São José do Rio Pardo, 23 de junho de 1950) é um monge cisterciense e cardeal brasileiro, décimo oitavo bispo de São Sebastião do Rio de Janeiro, sendo seu sétimo arcebispo e sexto cardeal. Foi também o terceiro bispo de São José do Rio Preto e nono arcebispo de Belém do Pará.

## Família
Dom Orani Tempesta é o último dos nove filhos do imigrante italiano Achille Tempesta e da brasileira Maria Bárbara de Oliveira.

## Educação

### Vida monástica
Ingressou na Ordem Cisterciense no Mosteiro de Nossa Senhora de São Bernardo, em São José do Rio Pardo, no dia 20 de janeiro de 1968, iniciando seu noviciado no dia 1 de fevereiro de 1968, tendo emitido seus primeiros votos no dia 2 de fevereiro de 1969.
Realizou seus estudos eclesiásticos em São Paulo, na Faculdade de Filosofia no Mosteiro de São Bento, de 1969 a 1970, e no Instituto Teológico Pio XI, dos religiosos salesianos.
No dia 2 de fevereiro de 1972 fez sua profissão solene na ordem. Sua ordenação presbiteral foi em 7 de dezembro de 1974, aos  24 anos, pelas mãos de Dom Tomás Vaquero, na Matriz de São Roque, em São José do Rio Pardo.
Foi vice-prior do Mosteiro de Nossa Senhora de São Bernardo no período de 1974 a 1984, quando foi nomeado prior pelo Capítulo da Congregação em Roma, tendo permanecido até sua elevação a abade, em 1996.

## Episcopado

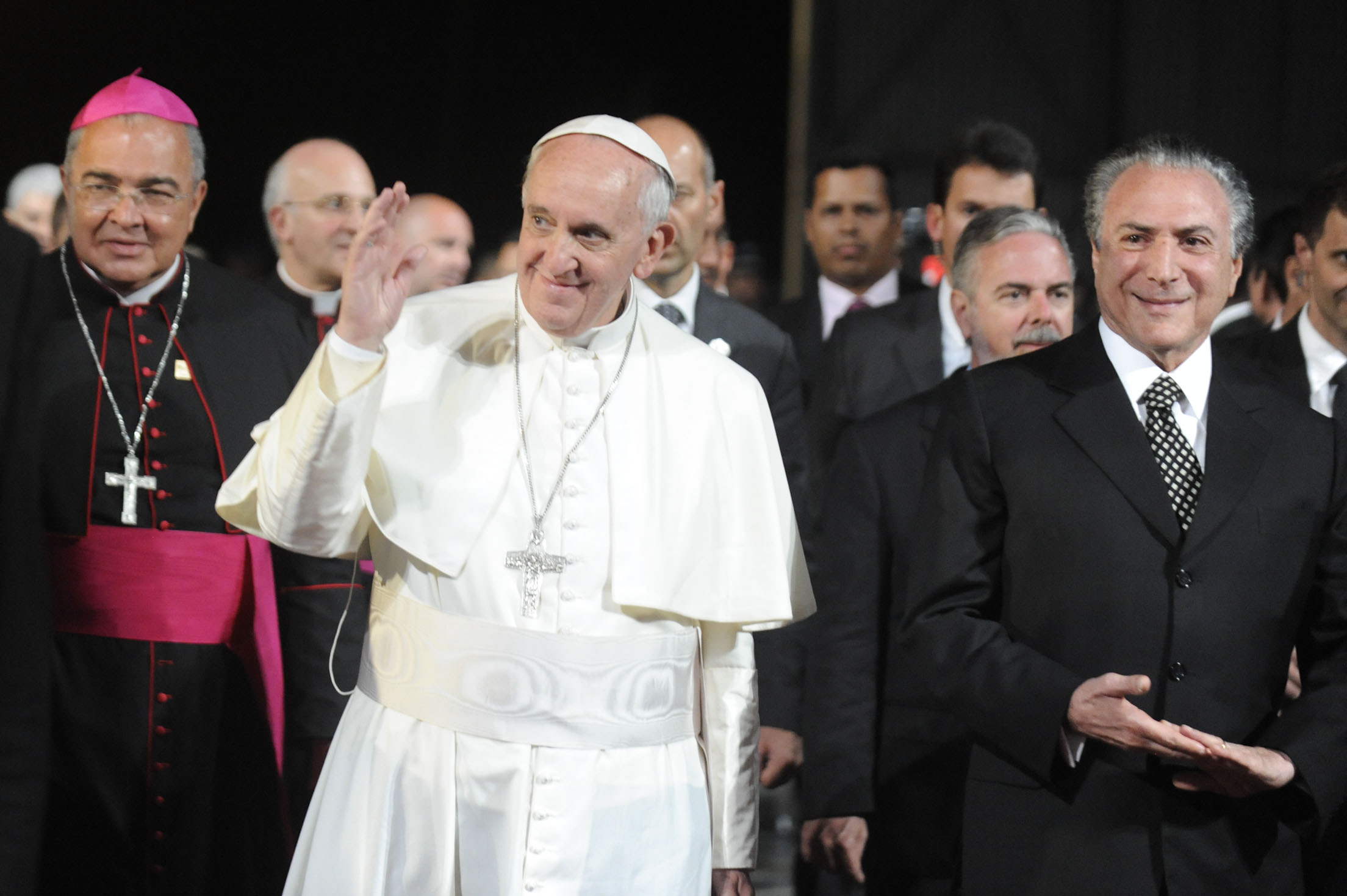
Dom Orani recebe o Papa Francisco durante a JMJ 2013 no Rio de Janeiro.

Em 26 de fevereiro de 1997 o Papa João Paulo II o designou para ser o terceiro bispo de São José do Rio Preto, aos 46 anos.
Recebeu a ordenação episcopal, em 25 de abril de 1997, pelas mãos de Dom José de Aquino Pereira, bispo de São José do Rio Preto, Dom Dadeus Grings, então bispo de São João da Boa Vista e Dom Luís Gonzaga Bergonzini, bispo da Diocese de Guarulhos.
Foi administrador apostólico da abadia territorial de Claraval, em Minas Gerais (sediada no Mosteiro de Claraval), no período de 24 de março de 1999 a 11 de dezembro de 2002.
Sucedeu na Diocese de São José do Rio Preto, Dom José de Aquino Pereira e foi sucedido por Dom Paulo Mendes Peixoto.

## Arcebispo de Belém
Em 13 de outubro de 2004, foi nomeado Arcebispo de Belém, no Estado do Pará, onde tomou posse solenemente durante missa campal em frente à Catedral Metropolitana Nossa Senhora da Graça, situada à Praça Frei Caetano Brandão em 8 de dezembro de 2004, na Solenidade da Imaculada Conceição.
Dom Orani recebeu o pálio, como Arcebispo Metropolitano de Belém do Pará, das mãos do Papa Bento XVI, no dia 29 de junho de 2005.
Especialista em comunicação, foi o presidente da Comissão Episcopal para a Cultura, Educação e Comunicação da CNBB, por dois mandatos consecutivos, de maio de 2003 até maio de 2011. Participou da Conferência de Aparecida em 2007, como membro delegado pela CNBB.
Dom Orani João Tempesta foi o nono arcebispo de Belém, sucedendo a Dom Vicente Joaquim Zico, CM e foi sucedido por Dom Alberto Taveira Corrêa, nomeado em 30 de dezembro de 2009 e empossado no dia 25 de março de 2010.

## Arcebispo do Rio de Janeiro

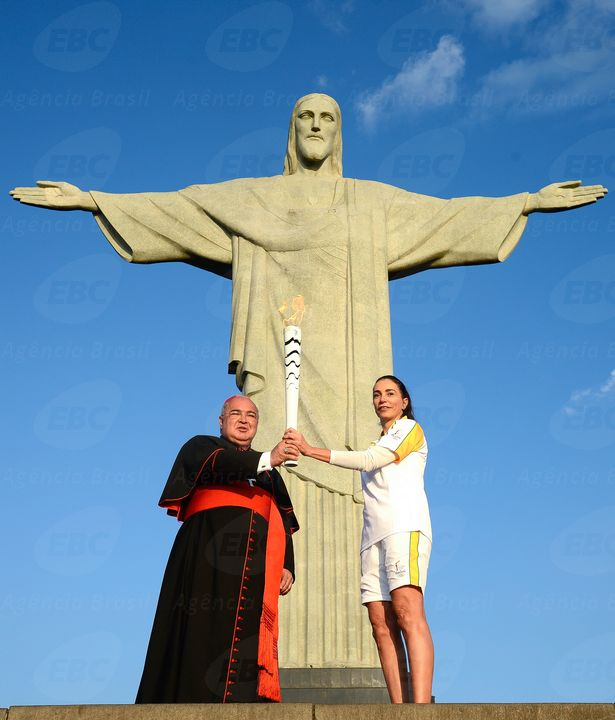
Dom Orani segura a tocha olímpica em frente à estátua do Cristo Redentor.

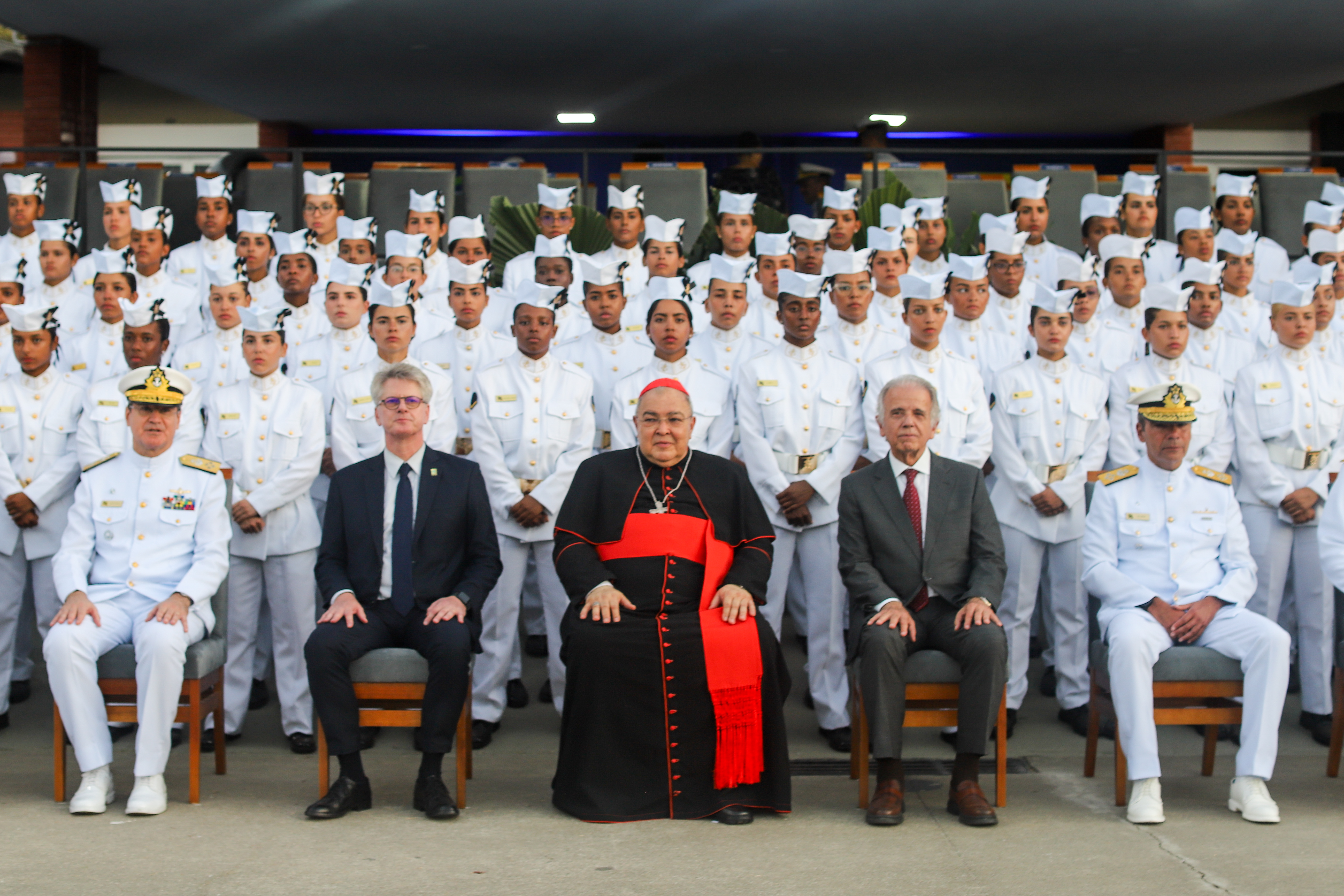
O cardeal Orani Tempesta participa da cerimônia de formatura das primeiras mulheres Fuzileiros Navais, acompanhado pelo Ministro da Defesa, José Múcio.

Em 27 de fevereiro de 2009, foi nomeado Arcebispo do Rio de Janeiro, sendo empossado em 19 de abril de 2009, na Catedral de São Sebastião. Recebeu o pálio das mãos do Papa Bento XVI, no dia 29 de junho de 2009.
Durante sua prelazia, foi o anfitrião do Papa Francisco durante a XXVIII Jornada Mundial da Juventude, que ocorreu no Rio de Janeiro.
Em 2019, o ex-governador Sérgio Cabral citou, em depoimento, os contratos do governo do estado com a Organização Social Pró-Saúde, administrada por padres da Igreja Católica, por suposto desvio de R$ 52 milhões de hospitais que administrava. Tempesta é citado por Cabral com a declaração de que ele "devia ter interesse nisso", não havendo apontamento definitivo sobre o assunto. Não houve qualquer investigação ou acusação formal contra o cardeal que, na época, se disse surpreso com a citação do seu nome. A citação de Cabral, tampouco, aponta a participação do arcebispo em qualquer irregularidade, citando-o de forma genérica.
Em 7 de agosto de 2025, Dom Orani teve sua renúncia aceita pelo Papa Leão XIV, por limite de idade, conforme as normas do Direito Canônico. Em resposta, o Romano Pontífice utilizou a forma nunc pro tunc, já utilizada recentemente pelo Papa Francisco com Dom Orlando e Dom Odilo. Deste modo, foi determinada a permanência de Dom Orani à frente do Rio de Janeiro por mais dois anos.

## Cardinalato
Em 22 de fevereiro de 2014, foi elevado ao cardinalato pelo Papa Francisco, no Consistório de 2014, na Basílica de São Pedro, recebendo o título de Cardeal-presbítero de Santa Maria Mãe da Providencia no Monte Verde, somando com mais seis brasileiros no Colégio Cardinalício.

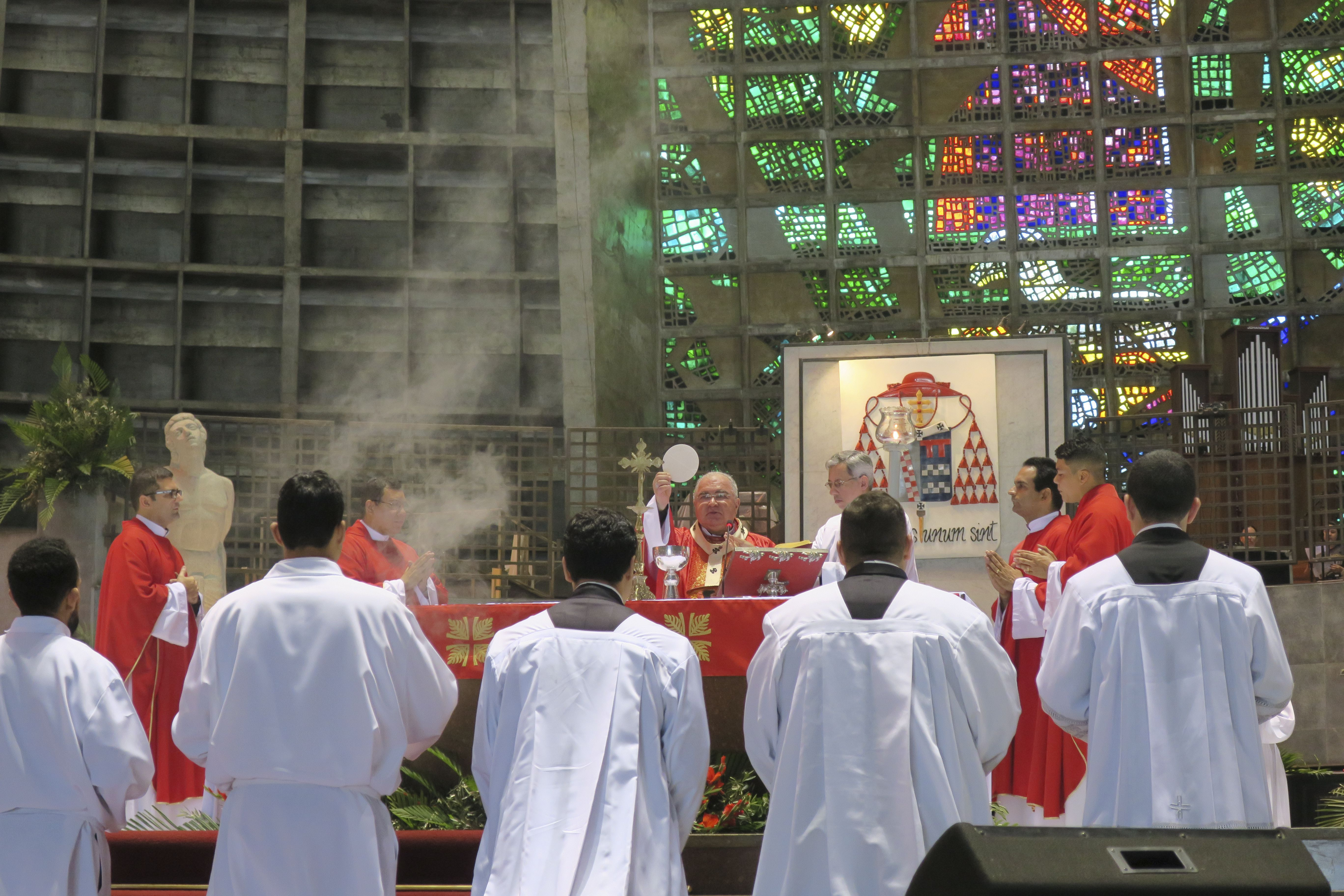
O arcebispo do Rio, cardeal dom Orani Tempesta durante celebração da missa de Domingo de Ramos de 2017.

| “ | O Cardinalato não significa uma promoção, uma honra ou uma decoração; é simplesmente um serviço e exige que se alargue o olhar e se amplie o coração. | ” |
|   | — Papa Francisco, Carta aos novos cardeais. |   |

## Participação em comissões e colegiados
- Comissão Episcopal Pastoral para a Cultura, Educação e Comunicação Social da CNBB, presidente, 2003 — 2007 e 2007 — 2011.
- Conselho Episcopal Regional Norte 1 da CNBB, vice-Presidente.
- Conselho Permanente da CNBB, membro.
- Conselho Episcopal Pastoral da CNBB, membro.
- Conselho Econômico da CNBB, membro.
- Conselho Episcopal Regional Leste 1, da Conferência Nacional dos Bispos do Brasil, presidente, 2011[13] — .
- Comissão Episcopal Pastoral para a Comunicação Social da CNBB, membro,[14] 2011 — .
- Comissão Pró-Santuário Nacional de Nossa Senhora Aparecida da CNBB, membro, 2011 — .
- Conselho de Comunicação Social do Congresso Nacional, presidente, 2012 —.[15][16]
- Pontifício Conselho para os Leigos, membro, 2014 — .[17]
- Pontifícia Comissão para a América Latina, membro, 2021 - [18]
- Congregação para o Culto Divino e Disciplina dos Sacramentos, membro, 2022 - [19]

## Ordenações episcopais
Dom Orani foi o celebrante principal das ordenações episcopais de:
1. Edmilson Amador Caetano, O. Cist., nomeado bispo de Barretos, aos 28 de março de 2008, em São José do Rio Pardo.
2. Nelson Francelino Ferreira, nomeado bispo auxiliar de São Sebastião do Rio de Janeiro, aos 5 de fevereiro de 2011, no Rio de Janeiro.
3. Pedro Cunha Cruz, nomeado bispo auxiliar de São Sebastião do Rio de Janeiro, aos 5 de fevereiro de 2011, no Rio de Janeiro.
4. Paulo Cezar Cardeal Costa, nomeado bispo auxiliar de São Sebastião do Rio de Janeiro, aos 5 de fevereiro de 2011, no Rio de Janeiro.
5. Luiz Henrique da Silva Brito, nomeado bispo auxiliar de São Sebastião do Rio de Janeiro, aos 12 de maio de 2012, no Rio de Janeiro.
6. Roque Costa Souza, nomeado bispo auxiliar de São Sebastião do Rio de Janeiro, aos 23 de junho de 2012, no Rio de Janeiro.
7. Joel Portella Amado, nomeado bispo auxiliar de São Sebastião do Rio de Janeiro, aos 28 de janeiro de 2017, no Rio de Janeiro.
8. Paulo Alves Romão, nomeado bispo auxiliar de São Sebastião do Rio de Janeiro, aos 28 de janeiro de 2017, no Rio de Janeiro.
9. Juarez Delorto Secco, nomeado bispo auxiliar de São Sebastião do Rio de Janeiro, aos 9 de setembro de 2017, em Cachoeiro do Itapemirim.
10. Paulo Celso Dias do Nascimento, nomeado bispo auxiliar de São Sebastião do Rio de Janeiro, aos 6 de janeiro de 2018, no Rio de Janeiro.
11. Zdzisław Stanisław Błaszczyk, nomeado bispo auxiliar de São Sebastião do Rio de Janeiro, aos 25 de janeiro de 2020, no Rio de Janeiro.
12. Célio da Silveira Calixto Filho, nomeado bispo auxiliar de São Sebastião do Rio de Janeiro, aos 22 de agosto de 2020, no Rio de Janeiro.
13. Antônio Luiz Catelan Ferreira, nomeado bispo auxiliar de São Sebastião do Rio de Janeiro, aos 5 de fevereiro de 2022, em Umuarama.
14. José Maria Pereira, nomeado bispo auxiliar de São Sebastião do Rio de Janeiro, aos 12 de abril de 2025, em Petrópolis.

Foi coadjuvante da ordenação episcopal de:
1. Gilberto Pastana de Oliveira, nomeado bispo de Imperatriz, aos 28 de outubro de 2005, em Santarém, O celebrante principal foi Dom Lino Vombömmel, O.F.M.

## Homenagens
- Cidadão Catanduvense, Catanduva, 29 de junho de 1999[20]
- Ordem do Mérito Judiciário, no grau de Grande Oficial – Tribunal de Justiça do Estado do Pará. Belém do Pará, 25 de março de 2009.[21]
- Ordem do Mérito Grão Pará, no grau de Grande Oficial - Governo do Estado do Pará. Belém do Pará, 17 de abril de 2009.
- Comenda São Roberto Belarmino, da Pontifícia Universidade Gregoriana de Roma. Rio de Janeiro, 29 de julho de 2010.[22]
- Personalidade Cidadania 2011, Rio de Janeiro, 12 de maio de 2011.[23]
- Medalha da Ordem do Mérito Naval, Rio de Janeiro, 10 de junho de 2011.[24]
- Ordem de Rio Branco, Grã-Cruz, 26 de novembro de 2021.[25]